# Basilika Mariä Geburt (Marianka)

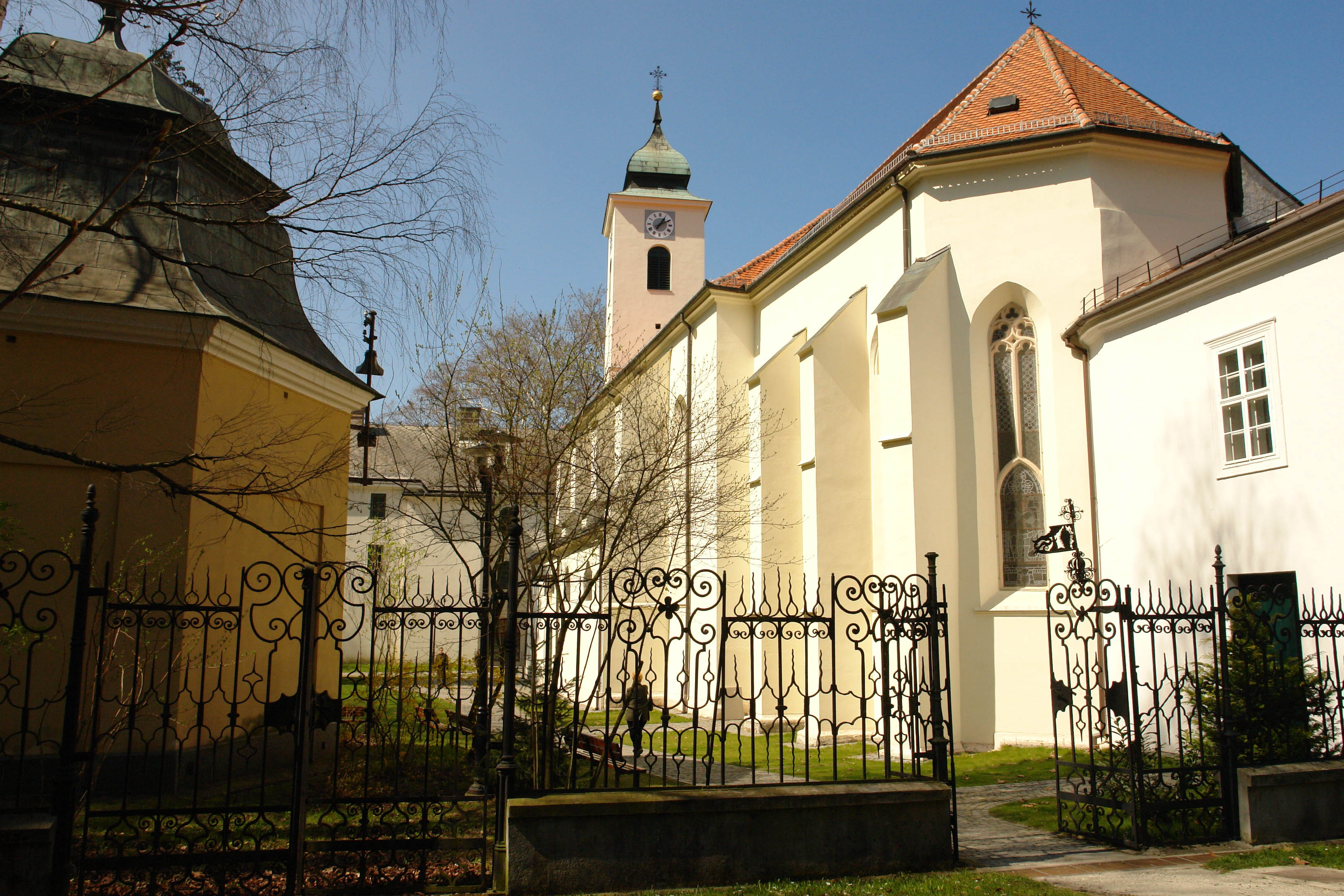
Choransicht der Basilika

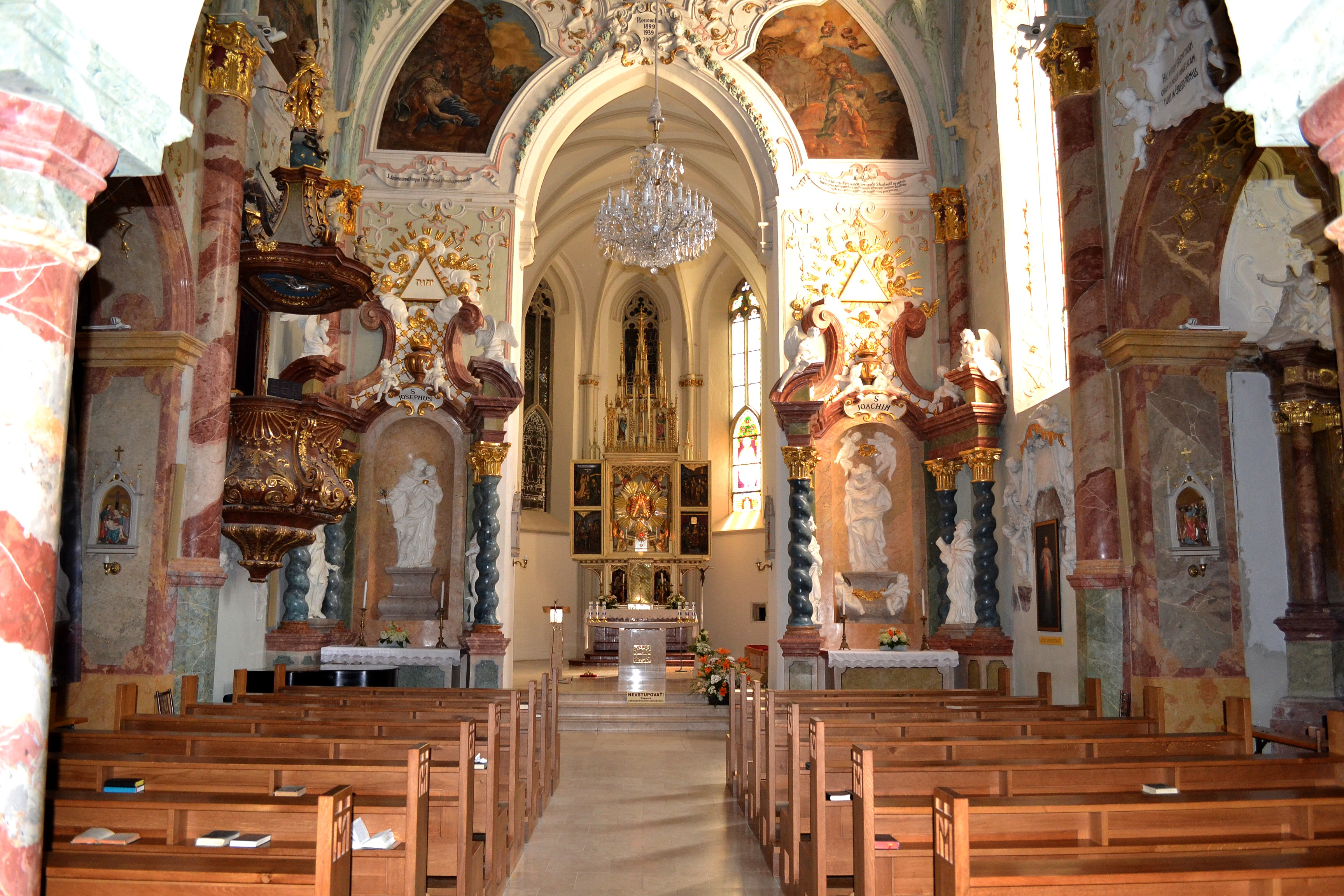
Innenraum mit Blick zum Altar

Die Basilika Mariä Geburt (slowakisch Bazilika Narodenia Panny Márie) ist eine römisch-katholische Kirche im Marienwallfahrtsort Marianka, im Norden von Bratislava, der Hauptstadt der Slowakei. Die Kirche des Erzbistums Bratislava mit dem Patrozinium Mariä Geburt trägt den Titel einer Basilica minor.

## Geschichte
Ausgangspunkt des ältesten Marienwallfahrtsortes der Slowakei ist eine Marienstatue, die als das Werk eines Eremiten aus dem Jahr 1030 angesehen wird. Sie soll während Kriegswirren versteckt und um 1300 wiedergefunden worden sein, was aber auch ihre Entstehung sein könnte. Die sitzende Statue aus Birnbaumholz hält in der rechten Hand einen Apfel und in der linken das Jesuskind, Maria und Jesus sind gekrönt. Die polychromierte Statue wurde über die Jahrhunderte mehrfach umgestaltet. 1377 ließ der ungarische König Ludwig I. hier nahe einer Quelle eine einschiffige, gotische Kirche erbauen, die 1380 fertiggestellt wurde. Die Betreuung erfolgte durch die Pauliner. Sie wurde während der Ungarnaufstände schwer beschädigt und zweimal abgebrannt. Ende des 17. Jahrhunderts wurde sie auf Kosten Kaiser Leopolds I.  erneuert und erweitert. Der Erzbischof von Gran, Christian August von Sachsen-Zeitz nutzte die Anlage Anfang des 18. Jahrhunderts zeitweise als Residenz. 1711 bis 1714 baute er die Kirche wesentlich um und ließ dabei den Kirchturm und eine Krypta errichten, er gilt als zweiter Erbauer der Basilika. Seitenaltäre wurden für den Erzengel Michael, die Heiligen Joachim, Theresa von Ávila und Paulus von Theben geschaffen. Der Wiener Bildhauer Georg Raphael Donner barockisierte im Auftrag von dessen Nachfolger Imre Esterházy de Galántha 1735 den Chor der Kirche, nachdem er bereits am nahen Martinsdom in Bratislava gewirkt hatte. Er schuf einen neuen Hauptaltar, das gotische Gewölbe wurde mit großen Stuckarbeiten bedeckt, welche mit Szenen aus dem Leben des Namensgebers der Pauliner, Paulus von Theben, ausgemalt wurde. 1817 und 1820 wurde die Kirche durch zwei Brände schwer beschädigt. Ende des 19. Jahrhunderts wurde die Kirche unter dem Priester Joseph Talcik wiederhergerichtet. Parallel zur Kathedrale von Bratislava wurde von den gleichen Handwerkern wie an der dortigen Kuppel ein neugotisches Gewölbe errichtet. Die Wände des Chors wurden weiß gestrichen, neue Glasfenster wurden in die ursprünglichen gotischen Fenster eingefügt. 1877 wurde ein neugotischer Flügelaltar aufgebaut, dazu ein Seitenaltar zur Verehrung des Heiligsten Herzen Jesu.  1963 wurde die Kirche unter Denkmalschutz gestellt. Papst Benedikt XVI. erhob die Kirche 2011 in den Rang einer Basilica minor.

## Kloster
Zur Betreuung der Kirche wurde das Paulinerkloster gebaut. Nachdem der Hauptsitz der Pauliner, das Kloster St. Vavrinca in Budine, 1540 von den Türken zerstört worden war, verlegten sie diesen nach Marianka. Das Kloster entwickelte sich dabei auch zur theologischen Hochschule mit Promotionsrecht. Es wurde mehrfach erweitert, so von Erzbischof Christian August von Sachsen-Zeitz Anfang des 18. Jahrhunderts. Im Rahmen der Reformen von Kaiser Joseph II. wurde das Kloster aufgehoben, später geplündert und zeitweise als Jagdschloss verschiedener Adliger genutzt. 1927 übernahmen Mönche der Kongregation Tröster von Gethsemani das verfallene Kloster bis 1950 und erneut 1990 bis 2003.